# Flushing Meadows - Corona Park
Pour les articles homonymes, voir Flushing (homonymie) et Meadow.
Pour le stade de tennis, voir USTA National Tennis Center.
Flushing Meadows - Corona Park (aussi appelé « Flushing Meadows Park » voire simplement « Flushing Meadows ») est un parc public de la ville de New York, aux États-Unis, situé dans le quartier de Flushing, dans l'arrondissement de Queens, à proximité de l'aéroport LaGuardia.
Créé en 1939 lors de l'Exposition internationale de 1939, Flushing Meadows est le 4e plus grand parc public de la ville de New York. Le centre national de tennis de l’USTA, situé dans le parc de Flushing Meadows, est l'endroit où se déroule, chaque année depuis 1978, durant la dernière semaine d'août et la première semaine complète de septembre, le tournoi professionnel de tennis de l'US Open, le dernier des quatre Grands Chelems de la saison.
Le parc est entretenu et exploité par le service municipal de la ville de New York, le New York City Department of Parks and Recreation (DPR).

## Historique

### Période 1939-1964

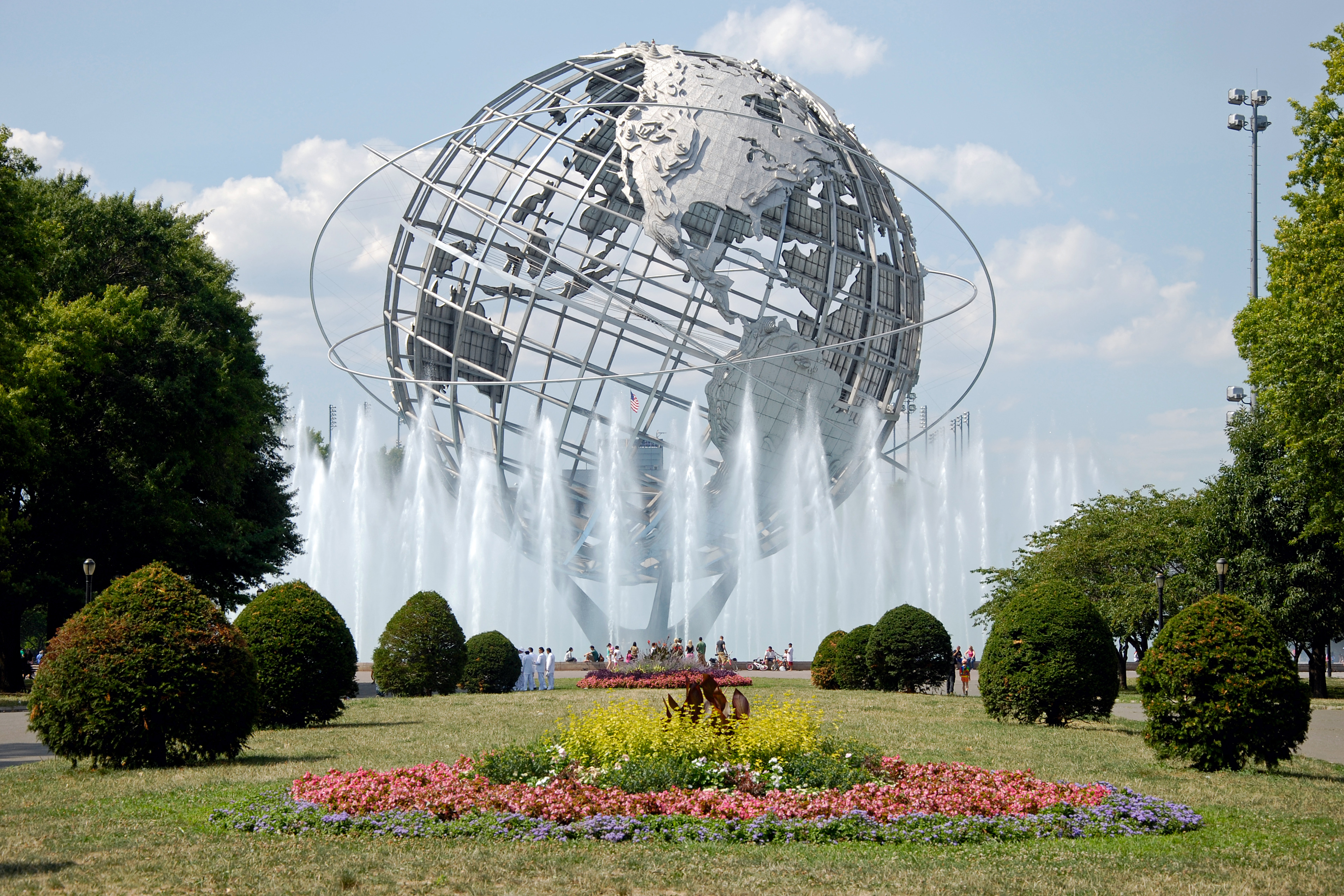
LUnisphere, au centre du parc.

Flushing Meadows était auparavant simplement un terrain vague, une « vallée de cendres » (valley of ashes) poussiéreuse comme le surnommait l'écrivain américain F. Scott Fitzgerald dans Gatsby le Magnifique. Cependant, l'urbaniste Robert Moses aménagea le lieu, notamment pour les préparatifs de la Foire internationale de New York 1939-1940. Un pourcentage important des profits de la foire devaient être alloués à la création de Flushing Meadows Corona Park. Malheureusement l'évènement international de 1939 ayant échoué financièrement, le parc ne fut pas réalisé.
Par la suite, le site était en grande partie inutilisé jusqu'au début des années 1960 (la plupart des sessions de l'Assemblée générale de Nations unies s'y sont tenues de 1946 à 1950 dans l'actuel bâtiment du musée d'Art du Queens (Queens Museum of Art), avant de s'installer définitivement à Manhattan), quand une nouvelle société pour la Foire internationale fut conçue pour parrainer une suite à 1939 avec, à nouveau à la barre du projet, Robert Moses. Comme lors de 1939, l'évènement échoua en termes de bénéfices, mais laissa derrière lui plusieurs importantes structures qui ont fourni une base pour l'unique « oasis urbaine » qui avait été envisagée.

### Depuis 1965

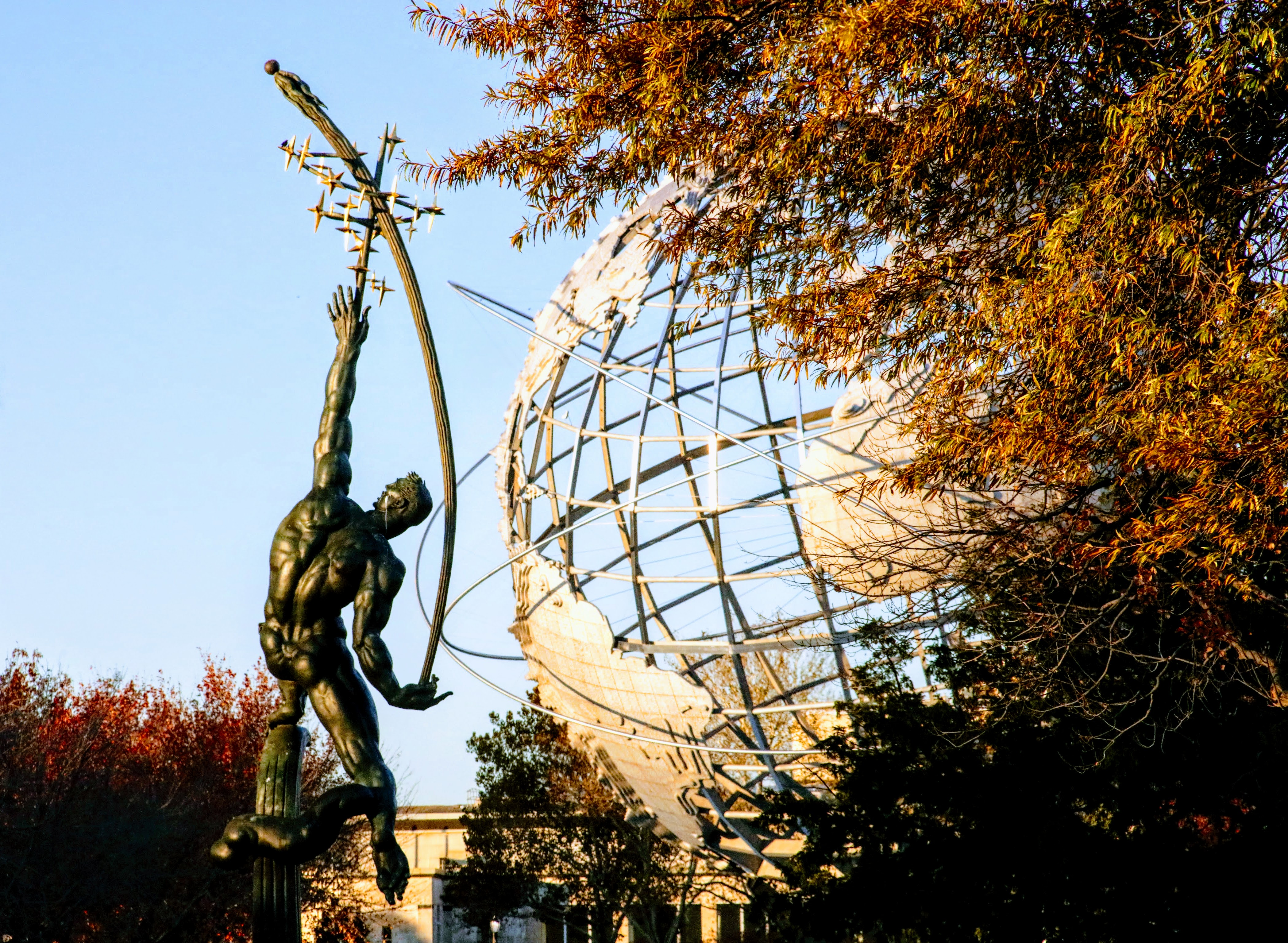
L'Unisphere et le Rocket Thrower dans le parc. Novembre 2021.

Depuis 1978, Flushing Meadows accueille le tournoi du Grand Chelem de tennis de l'US Open, succédant ainsi à Forest Hills, également dans le Queens. La première édition à Flushing Meadows, en 1978 donc, fut la quatre-vingt-huitième édition du tournoi. Elle se déroule dans l'USTA National Tennis Center.
Aujourd'hui, Flushing Meadows Corona Park se trouve au milieu d'une période passionnante et historique. Un programme de plusieurs millions de dollars, s'étalant sur plusieurs années et qui a commencé en 1987, est bien avancé. À ce jour, le Queens Zoo, le Queens Museum of Art, le Theatre in the Park, trois terrains de jeux sur le thème des dinosaures et quatre entrées de nouvelles routes ont été reconstruits. Aujourd'hui, le parc est un refuge pour les millions de personnes qui jouent, pique-niquent, lisent, se détendent, se baignent...

## Dans la culture populaire
- En 1997, dans le film Men in Black, l'Agent J (Will Smith) et l'Agent K (Tommy Lee Jones) tentent de stopper Edgar le cafard (Vincent D'Onofrio) de quitter la Terre dans une tour d'observation, qui a été transformée en vaisseau spatial. Celui-ci s'écrase dans l'Unisphère.
- En 1997, dans l'épisode Homer contre New York de la série Les Simpson, Homer, qui a très envie d'uriner, rêve de Flushing Meadows comme d'un lieu où se trouvent d'innombrables toilettes (jeu de mots avec Flushing).
- En 2008, dans le jeu vidéo Grand Theft Auto IV, puis en 2009 dans Grand Theft Auto: Chinatown Wars.
- En 2010, dans le film Iron Man 2, le parc sert de cadre à la Stark Expo, où se déroule la bataille finale entre Tony Stark (Iron Man) et Whiplash.
- En 2015, dans le film À la poursuite de demain, le jeune Franck Walker y rencontre Athéna et pénètre dans l'attraction It's a Small World, porte d'entrée vers Tomorrowland.